# Adalbert von Unruh
Adalbert von Unruh (* 21. April 1906 in Halle (Saale); † 4. August 1943 in Smolensk) war ein deutscher Jurist und Experte für das Luftrecht.

## Leben
Adalbert von Unruh war der Sohn des Regierungsrats Ernst von Unruh und dessen Ehefrau Johanna, geb. von Haugwitz. Nach dem Schulbesuch in Kassel und Göttingen beendete er seine Schullaufbahn 1924 mit dem Reifezeugnis am humanistischen Staatlichen Gymnasium in Göttingen.
Anschließend studierte er Staats- und Rechtswissenschaft an der Universität Göttingen und wurde 1927 mit der Dissertation Dogmenhistorische Untersuchungen über den Gegensatz von Staat und Gesellschaft vor Hegel zum Dr. jur. promoviert. Nach seiner Habilitation in Göttingen mit der unveröffentlichten Schrift „Zur Lehre vom öffentlich-rechtlichen Eingriff in das Eigentum“ war er dort ab 1932 als Privatdozent tätig. Er wurde nach einer Vertretung für den weggegangenen Ernst Forsthoff 1936 außerordentlicher Professor und 1939 ordentlicher Professor an der Universität Frankfurt am Main.
Im November 1933 hatte er das Bekenntnis der Professoren an den deutschen Universitäten und Hochschulen zu Adolf Hitler unterzeichnet. Der NSDAP war er 1937 beigetreten. Ab 1940 war er für das Reichsluftfahrtministerium tätig. Er ist 1943 als Unteroffizier einer motorisierten Flakdivision in Smolensk gefallen.
Er war der Cousin des Widerständlers Adam von Trott zu Solz.

## Schriften (Auswahl)
- Flughafenrecht, Königsberg 1934
- Dogmenhistorische Untersuchungen über den Gegensatz von Staat und Gesellschaft vor Hegel, Lucka 1928